# Fort McKay 174
Fort McKay 174 är ett reservat i Kanada.   Det ligger i provinsen Alberta, i den centrala delen av landet, 2 800 km väster om huvudstaden Ottawa.
I omgivningarna runt Fort McKay 174 växer i huvudsak barrskog. Trakten runt Fort McKay 174 är nära nog obefolkad, med mindre än två invånare per kvadratkilometer.